# 速水秀之
速水秀之（1990年4月4日—），日本男性配音員。出身於東京都。身高170cm。A型血。

## 人物簡介
現為自由身，以前原屬Kenyu Office、amuleto。叔父、叔母為聲優速水奬和五十嵐麗（養父母）。
興趣和特長為打棒球、玩遊戲、和貓互動。

## 演出作品

### 電視動畫
2009年
- 07-GHOST（士兵、軍人）
- 天國少女（由依的弟弟）
- WHITE ALBUM（部員A、話劇社社員）

2010年
- 王牌投手 振臂高揮 ～夏季大會篇～（石川哲郎）
- 青春CUP（男學生）
- FAIRY TAIL（拉克薩斯·朵勒阿〈少年時期〉）

2011年
- 寶石寵物 Twinkle☆（伊四郎）
- FAIRY TAIL（ラハール）
- 遊☆戲☆王ZEXAL（刑事、少年）

2013年
- RDG 瀕危物種少女（瀨谷和人）

2014年
- 中二病也想談戀愛！戀（學生）

### OVA
2012年
- 間之楔 第2期（寵物A）
- 這個男子、能和宇宙人戰鬥。（通）

### 遊戲
2008年
- RealRode（怠惰的賽克達）

2011年
- 高校狂師（日语：ガチトラ! 〜暴れん坊教師 in High School〜）（男學生）
- 符文工廠 藍海奇緣（畢斯馬克）

### 廣播劇CD
- 夏目漱石 心（學生）
- ～世界越君呼～（夏塢爾·卡斯特蘭）
- Roots26 S（suite）（學生）

### 外語配音
※作品依英文名稱及英文原名排序。

#### 電影
- 乒乓特派員（英语：Balls of Fury）（少年時期的Randy Daytona）
- 我叫亨利，我找我爸（英语：Jesus Henry Christ）（Brian the Bully〈Austin MacDonald 飾演〉）
- 國王的演講（Valentine）
- 史前巨鱷：最终章（英语：Lake Placid: The Final Chapter）（Max Loflin〈Benedict Smith 飾演〉）
- 保羅
- 3D舞力對決（英语：StreetDance 3D）（Eddie〈George Sampson 飾演〉）

#### 電視影集
- 惡魔島
- 大西洋帝國
- 屍骨未寒（James）
- 博基亞（英语：Borgia (TV series)）
- 博基亞家族（英语：The Borgias (2011 TV series)）
- 波士頓法律（Jason）
- 諜影迷情 (第2季)（Charlie）
- CSI犯罪現場（Will）
- 夢想起飛Dream High (第2季)（Jr.）
- 靈異之城 (第4季)
- 權力的遊戲（Tommen Baratheon）
- 「法」妻
- 律政俏師太
- 絕不認輸
- 愛卡莉
- 淘氣小親親
- 小潔的保姆日記（Tony）
- 甘迺迪家族（英语：The Kennedys (miniseries)）（Teddy）
- 體操公主（英语：Make It or Break It）
- 重返犯罪現場
- 護士當家（Walker）
- 玩酷世代（Eric）
- 疑犯追蹤（Will）
- 清道夫 (第1季)（Conor Donovan〈Devon Bagby 飾演〉）
- 加油！桑妮
- 私人偵探暗夜灰狼（英语：Varg Veum）

#### 動畫
- 恰恰特快車（英语：Chuggington）系列（Eddie〈Andy Nyman 配音〉）
  - 恰恰特快車
  - 恰恰特快車2

## 外部連結
- Kenyu Office所屬期間的聲優簡介 （日語）（2012年3月14日的檔案館）